# Kunašir
Kunašir (rusky Кунаши́р / Kunašír; japonsky 国後島 Kunaširi - tó) je nejzápadnější kurilský ostrov. Administrativně náleží do ruské Sachalinské oblasti. Průliv Nemuro jej odděluje od japonského ostrova Hokkaidó, jemuž se Kunašir přibližuje na 16 km. Ostrov je součástí Jižních Kuril, o něž vede Japonsko s Ruskem dlouhodobý spor.
Rozloha ostrova je asi 1 490 km². Stejně jako ostatní velké kurilské ostrovy má protáhlý tvar (délka asi 123 km, šířka do 30 km). Vznikl spojením 4 sopek, z nichž nejvyšší jsou Ťaťa (1 819 m n. m.) a Ruruj (1 485 m) v severní části. Výsledkem jejich činnosti jsou jezera a termální prameny, místní obyvatelé díky nim mohou využívat geotermální energii. Na části ostrova byla v roce 1984 vyhlášena Kurilská přírodní rezervace (Курильский заповедник).
Centrem ostrova je Južno-Kurilsk (japonsky historicky Rujóbecu), největší město a přístav celého souostroví. Nejdůležitějším hospodářským odvětvím je rybolov a zpracování ryb.

## Etymologie
Název ostrova pochází z ainštiny a v překladu znamená černý ostrov, což odkazuje na jeho temnou přírodu (jehličnaté lesy, tmavou půdu a dominantní černou sopku Ťaťa).

## Historie

### Nejstarší období
Původními obyvateli ostrova jsou Ainuové. V oblasti Sernovodskoje byla objevena keramika stará nejméně 5 tisíc let, typická pro raný a střední neolit ostrova Hokkaidó.

### Rusko-japonské soupeření
Existují spory o to, zda na Kunaširu byli dříve Rusové nebo Japonci. Podle japonských zdrojů dorazili Rusové na ostrov až dlouho po Japoncích. Japonci tvrdí, že již v 17. století patřil Kunašir do knížectví Macumaje. Podle japonských zdrojů podnikli Japonci v roce 1635 expedici, podle níž vznikla v roce 1644 mapa Kunaširu a Iturupu. Podle názoru většiny vědců ale Japonci nepodnikli na sever expedici, pouze získali o ostrovech informace od domorodců na Hokkaidó, kteří udržovali styky s domorodci na ostrovech a dovedli jim ostrovy popsat.
V roce 1643 byl Kunašir prozkoumán nizozemskou expedicí Maartena de Vries, která vytvořila mapu a popis nejjižnějších Kurilských ostrovů, včetně Kunaširu. Holanďané se ale domnívali, že Kunašir stejně jako Iturup jsou jen poloostrovy Hokkaidó a Urup je již součástí Ameriky.
Na počátku 18. století se u Kunaširu začali objevovat ruští kozáci. Dle jejich poznatků Kunašir s největší pravděpodobní nebyl oficiálním územím Japonska, žily zde svobodné kmeny domorodců. Ostrov v roce 1713 navštívil objevitel Ivan Kozyrevskij, který popsal jak Kunašir, tak Hokkaidó. Popsal ve své zprávě, že v Kunaširu jsou velmi bohatí lidé, kteří se neliší od obyvatel jiných ostrovů a není mu známo, že by záviseli na městě Matmaj. Matmaj byla zkomolenina města Macumue, které bylo na severu Hokkaidó a podle tohoto města Rusové celé Hokkaidó nazývali Matmaj nebo Macumue.
Od roku 1731 začali místní Ainuové platit daň knížectví Macumaji. V roce 1754 založil obchodník Hidaja Kjubej první japonskou obchodní stanici na jihu Kunaširu. Ve stejný rok byly na Kunašir odeslány úředníci z knížectví Macumaj, aby prováděli administrativní kontrolu a dohled nad obchodem a rybolovem.
V roce 1755 Ainuové na Kunaširu zaplatili Rusům naturální daň v kožešinách, tzv. jasak. Rusové to považují za důkaz, že ostrované tím uznali ruskou nadvládu nad svou zemí.
V roce 1769 kozácký setník a objevitel Ivan Čjornyj popsal, že na Kunaširu je japonská pevnost a japonské vojsko. 
Japonci na Kunašir posílali pracovat domorodce z Hokkaidó, kteří tam žili v nepřirozeně přeplněných táborech, odloučeni od rodin. Podmínky pro přesídlování a práci Ainuů byly tak tvrdé, že se hovoří o genocidě domorodců ze strany Japonska. V roce 1789 proto vypuklo povstání Ainuů proti Japoncům. Z Hokkaidó bylo na Kunašir posláno 260 vojáků, kteří povstání potlačili. 37 vůdců povstání bylo popraveno. 
V roce 1811 prováděl ruský kapitán Vasilij Michajlovič Golovnin hydrografický průzkum jižních Kuril. U Kunaširu na jeho loď střílela děla z tamní japonské pevnosti. Golovnin byl Japonci zajat a spolu s dalšími dvěma důstojníky a čtyřmi ruskými námořníky strávil více než dva roky v japonském zajetí. Po tomto tzv. Golovninově incidentu Rusové na dlouho ztratili o Kunašir zájem.

### Japonské období
Smlouva o obchodu a plavbě mezi Japonskem a Ruskem podepsaná 7. února 1855 stanovila hranici mezi Urupem a Iturupem jako hranice mezi Ruskem a Japonskem, Kunašir se tak oficiálně stal součástí Japonska.
V roce 1883 byli domorodí Ainuové v rámci japonizace ostrova přesídleni na ostrov Šikotan.
Do začátku druhé světové války byl Kunašir zcela integrován do Japonska. Pobřeží ostrova bylo poseto více než 80 rybářskými osadami, které sbíraly mořské řasy a lovily lososa a kraby. Existovaly zde konzervárenské továrny, těžily se zde kovy a chovala hospodářská zvířata.
Dne 1. září 1945 se na ostrově vylodila sovětská vojska, kterým se místní japonská armáda bez boje vzdala.

### Od roku 1946
V důsledku druhé světové války byl Kunašir v roce 1946 připojen k RSFR a od roku 1991 je součástí Ruska jako nástupnické země SSSR.

## Hospodářství
Hlavním průmyslovým odvětvím je rybolov a zpracování ryb. Na ostrově funguje Mendělejevova geotermální elektrárna, která poskytuje ostrovu teplo a elektřinu. Na ostrově jsou také budovány vojenské objekty a základny, včetně autonomních vojenských základen s rozvinutou sociální infrastrukturou.
V lednu 2022 byl na Kunaširu otevřen závod na zpracování rybího odpadu, který byl dříve likvidován. Závod ročně vyrobí 5000 tun rybí moučky a 3000 tun rybího tuku.
Na řece Pervuchina jsou líhně lososů, největší z nich vlastněná továrnou na zpracování ryb Južno-Kuril, vypěstovala v roce 2022 více než 20 milionů potěrů lososa. V roce 2023 probíhá výstavba nových rybích líhní na řekách Chlebnaja a Sennaja.